# Вулиця Василя Барки (Київ)
Ву́лиця Василя Барки — вулиця в Солом'янському районі Києва, місцевість Олександрівська слобідка. Пролягає від Преображенської вулиці до проспекту Валерія Лобановського.

## Історія
Вулиця виникла на початку XX століття (ймовірно, не пізніше 1912 року) під назвою Миколаївська, з 1938 року — вулиця Молокова, на честь радянського льотчика, Героя Радянського Союзу Василя Молокова. Під час окупації міста у 1941–1943 роках — Степова вулиця. У 1977-2018 роках — вулиця Олександра Горовиця, на честь одного з керівників більшовицького Січневого повстання 1918 року Олександра Горвиця.
Сучасна назва, на честь українського письменника та перекладача Василя Барки — з 2018 року.
Назву вулиця Горовиця (також — вулиця Горвиця) у 1920-ті — 1940-ві роки мала Велика Житомирська вулиця.

### Житлові будинки
| № будинку | серія                                     | кількість поверхів | дата спорудження |
| --------- | ----------------------------------------- | ------------------ | ---------------- |
| 6/20      | хрущовка                                  | 5                  | 1961             |
| 8         | хрущовка                                  | 5 (6)              | 1961             |
| 9         |                                           | 9                  | 1982             |
| 10        | індивідуальний проект (приватний будинок) | 1                  | 1940-ві          |
| 12        | індивідуальний проект (приватний будинок) | 2                  |                  |
| 14        | індивідуальний проект (приватний будинок) | 1                  | 1940-ві          |
| 16        | індивідуальний проект (приватний будинок) | 1                  | 1940-ві          |
| 17        | індивідуальний проект (дитячий садок)     | 2                  | 1980-ті          |
| 18        | індивідуальний проект (приватний будинок) | 1                  |                  |
| 20/45     | індивідуальний проект (приватний будинок) | 1                  |                  |
| 25        | індивідуальний проект (приватний будинок) | 1                  |                  |
| 27        | індивідуальний проект (приватний будинок) | 1                  |                  |
| 29/47     | індивідуальний проект (приватний будинок) | 1                  |                  |